# Meister des Aachener Altars

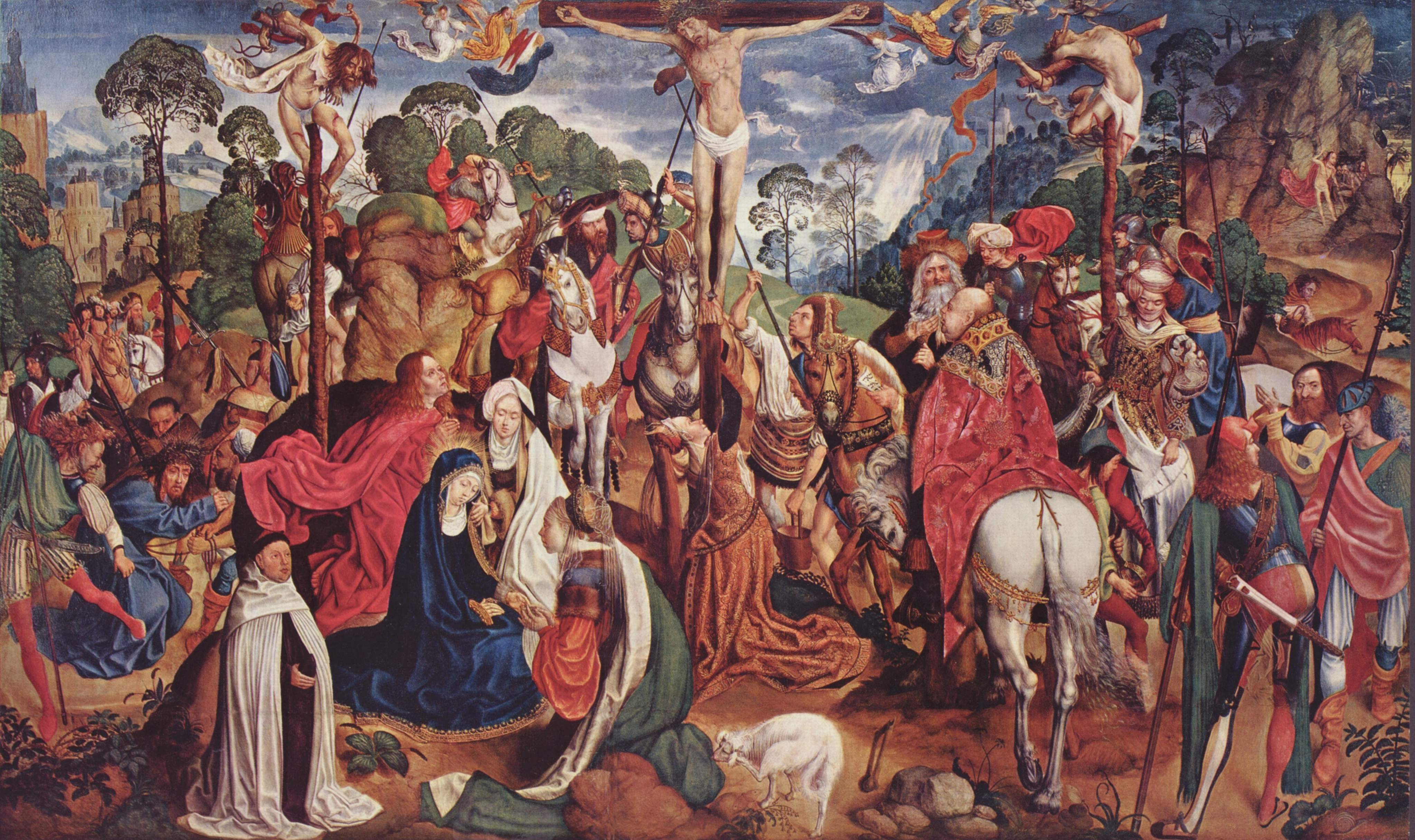
Aachener Altar: Mittelteil mit der Kreuzigung Christi

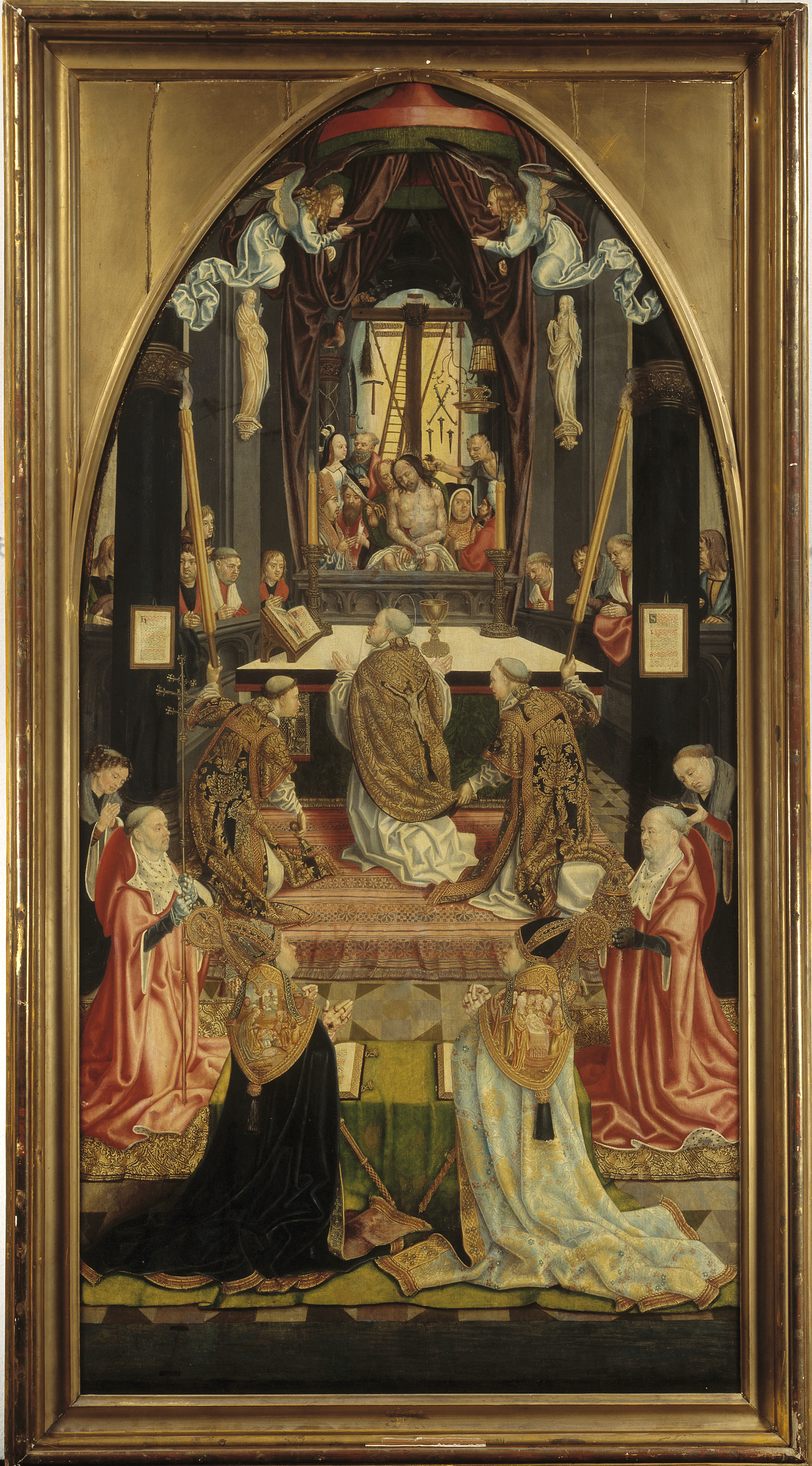
Die Messe des Heiligen Gregor

Als Meister des Aachener Altars wird ein anonymer Kölner  Maler der Spätgotik bezeichnet, der zwischen ca. 1495 und 1520 tätig war, nach anderer Meinung zwischen ca. 1480 und 1520. Er ist benannt nach seinem Hauptwerk, dem Aachener Altar, ausgestellt in der Aachener Domschatzkammer. Neben dem Meister von St. Severin und dem Meister der Ursulalegende gehört er zu der Gruppe von Malern, die an der Wende zum 16. Jahrhundert in Köln tätig und noch ganz einem spätgotischen Form- und Stilempfinden verpflichtet waren. Dieser originelle und interessante Künstler steht an der Schwelle zur Neuzeit und kann als der letzte bedeutende Vertreter der spätgotischen Malerei in Köln gelten.
Wie alle Kölner Maler der zweiten Hälfte des 15. Jahrhunderts ist auch der Meister des Aachener Altars nicht mit einem der in den Archiven genannten zeitgenössischen Künstlernamen zu identifizieren. Bisher war es nicht möglich, eines der Werke sicher mit einem in den Urkunden genannten Malernamen zu verbinden. Da sichere Daten und Quellen fast völlig fehlen, wurde sein künstlerisches Werk mit Hilfe stilkritischer Vergleiche erfasst.
Was sein Werk von dem seiner Zeitgenossen unterscheidet, ist das vitale Temperament, das sich in seinen Bildern mitteilt. Seinen Ausdruck findet es im ruhelosen Auf und Ab der Akteure, den dicht gedrängten, aufgewühlten Kompositionen, den von reichen Gegensätzen bestimmten, atmosphärischen Landschaften und den für seine Zeit neuartigen Bildideen sowie der Strahlkraft seiner Farben. Überraschende, oftmals drastische Einfälle, so die naturalistisch geschilderten Krankheitsmerkmale eines Syphilitikers und ein Kind mit Merkmalen des Down-Syndroms auf dem Aachener Altar, charakterisieren sein Werk.
Als Porträtist bewies der Meister des Aachener Altars seine Fähigkeit zu differenzierter Personenschilderung, wie die lebensnahe und realistische Ausführung der Stifterporträts auf dem Retabel in Liverpool sowie das Bildnis Johanns des Jüngeren von Melem, Sohn des aus Köln stammenden Frankfurter Patriziers Johann von Melem, zeigt. Dieses Bild ist heute in der Alten Pinakothek in München zu sehen und wird ebenfalls dem Meister des Aachener Altars zugeschrieben. Dass Johann der Jüngere ebenso wie sein Schwiegervater, der Kölner Bürgermeister und Großkaufmann Hermann Rinck, zu seinen Auftraggebern zählten und ein großes Retabel für eine Ordensniederlassung der Karmeliter sowie ein Wandgemälde für die Kölner Familie Hardenrath entstanden, lassen auf die Wertschätzung schließen, die der Künstler genoss.
Die Verwurzelung des Meisters des Aachener Altars in der Kölner Malerei steht außer Frage. Die Nähe zum Jüngeren Meister der Heiligen Sippe, welche sich sowohl im Stilistischen als auch in der Übernahme von Bildideen und Motiven zeigte, bestätigt die Vermutung, dass der Meister des Aachener Altars in der Werkstatt des Sippenmeisters ausgebildet wurde. Auch vom Meister von Sankt Severin ging ein wichtiger Einfluss auf den Meister des Aachener Altars aus, wie Übereinstimmungen im Figurenstil und eine ähnliche Malweise belegen. Eine mögliche Mitarbeiterschaft als Geselle in dessen Werkstatt ist möglich. Die reifen Werke des Meisters des Aachener Altars, namentlich die Marientafeln, lassen auf deutliche Einflüsse des Meisters des Bartholomäus-Altars schließen. 
Darüber hinaus hat der Maler wichtige Anregungen aus der niederländischen Malerei, etwa der Kunst des Hugo van der Goes, empfangen und verarbeitet. 
Die Wirkung, die der Meister auf nachfolgende Künstler hatte, scheint nicht groß gewesen zu sein. Einige Werke Bartholomäus Bruyns des Älteren verraten jedoch eine genaue Kenntnis der Werke des Meisters des Aachener Altars und belegen, dass sich Bruyn wiederholt mit den Kompositionen des älteren Meisters auseinandergesetzt hat.

## Werke

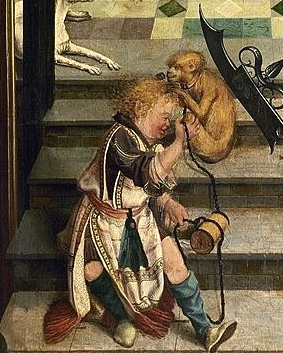
Aachener Altar: Detail des linken Flügels

Nur eine relativ geringe Anzahl von Werken können als eigenhändig für den Meister in Anspruch genommen werden: zwei Passionsretabel, eine zerstörte Wandmalerei, zwei Zeichnungen und sieben Einzeltafeln, teils größeren Formats.
Zwischen dem frühesten erhaltenen Bild – der kurz vor 1495 entstandenen Anbetung der Könige in Bonn – und dem Aachener Altar als reifstes Werk um 1515/20, ergibt sich die Schaffenszeit des Meisters, welche etwa eine Zeitspanne von gut zwanzig Jahren umfasst. Ein größerer Werkstattbetrieb kann für den Meister des Aachener Altars nicht angenommen werden. Nur klein ist die Zahl der Arbeiten, die Werkstattcharakter zeigen.
- Passionstriptychon (sog. „Aachener Altar“) Aachen, Domschatzkammer. Um 1515–1520. Möglicherweise mit dem für die Kölner Karmeliterkirche bezeugten Kreuzaltar identisch. Der Stifter in der Ordenstracht der Karmeliter kann nicht identifiziert werden. Für die in der älteren Literatur unkritisch übernommene und generell behauptete These, Theodericus de Gouda sei der Stifter, gibt es keinerlei Anhaltspunkte.[4]
- Anbetung der Könige, Bonn, Rheinisches Landesmuseum (Leihgabe). Zwischen 1493–1495.
- Das Bildnis des Johann von Melem, München, Alte Pinakothek. Aus dem Alter des Frankfurter Kaufmanns Johann (II) von Melem, der um 1455–60 geboren und hier laut Inschrift 37-jährig dargestellt ist, ergibt sich die ungefähre Datierung von um 1495.
- Anbetung der Könige, Berlin, Gemäldegalerie. Um 1505–1510. Nach Ausweis der Hausmarke unten links ist die Tafel eine Stiftung der Kölner Familie Johann Petit, vermutlich für die Kölner Kartause.
- Christus als Salvator Mundi, Köln, Wallraf-Richartz-Museum. Um 1505–1510.
- Passionstriptychon (Mitteltafel: Kalvarienberg London, National Gallery. Linker Flügel, Innenseite: Handwaschung Pilati, Außenseite: Messe des Heiligen Gregor, Liverpool, Walker Art Gallery. Rechter Flügel, Innenseite: Beweinung Christi, Außenseite: Kniende Stifter, Liverpool, Walker Art Gallery). Um 1505–1510. Wahrscheinlich als Stiftung der auf dem rechten Außenflügel dargestellten und durch Wappen identifizierten Eheleute Hermann Rinck und Gertrud von Dallem für St. Kolumba in Köln angefertigt.
- Anbetung der Könige, Federskizze, Paris, Cabinet des Dessins du Musée du Louvre. Um 1505–1510. Die Zeichnung ist als Vorstudie zu der Tafel „Anbetung der Könige“ in Berlin zu betrachten.
- Maria mit Kind zwischen der Hl. Katharina und der Hl. Ursula, Privatbesitz. Um 1510.
- Auferweckung des Lazarus, Federzeichnung, Berlin, Kupferstichkabinett. Um 1510–1515.
- Messe des Heiligen Gregor, Utrecht, Museum Catharijneconvent. Um 1510–1515.
- Maria mit Kind und musizierenden Engeln, München, Alte Pinakothek. Um 1515.
- Passion Christi, Aachen, Suermondt-Ludwig-Museum. Um 1520